# SN 2010iz
SN 2010iz – supernowa typu II-P odkryta 16 października 2010 roku w galaktyce UGC 3552. W momencie odkrycia miała maksymalną jasność 17,20m.